# 芭芭拉·门辛
芭芭拉·门辛（德語：Barbara Mensing，1960年9月23日—），德国女子射箭运动员。她曾代表德国参加1996年和2000年夏季奥林匹克运动会射箭比赛，获得一枚银牌和一枚铜牌。